# Carmen Polo
María del Carmen Polo y Martínez-Valdés, dame de Meirás, grande d'Espagne, née le 11 juin 1900 à Oviedo et morte le 6 février 1988 à Madrid, est l'épouse du général Francisco Franco, parfois surnommée « Doña Collares » (littéralement Dame Colliers). Ils ont ensemble une fille, Carmen Franco (1926 - 2017), personnalité mondaine dans l'Espagne post-franquiste.

## Biographie
Grande d'Espagne, Carmen Polo épouse Francisco Franco en 1923 et donne naissance trois ans plus tard à leur seul enfant, Carmen Franco y Polo. Envoyée en France par Franco au début de l'insurrection de juillet 1936, elle le rejoint fin septembre, alors qu'il est nommé chef de la Junte. Admirative des poèmes religieux de Miguel de Unamuno, elle le protège contre la foule en colère après son discours à l'université de Salamanque, lors de la Fête de la Race.
Après la mort de Franco en 1975, elle réside à Madrid jusqu'à sa mort, en 1988.

## Distinctions
- Grand-croix de l'ordre du Mérite du Portugal

## Descendance
Carmen Polo rencontre Francisco Franco en 1917, elle l'épouse en 1923 et en 1926, donne naissance à leur seule enfant :
- Carmen Franco y Polo (1926-2017), duchesse de Franco : elle épouse Cristóbal Martínez Bordiú, marquis de Villaverde, le 10 avril 1950. Elle vivait essentiellement à Miami (Floride) et à Madrid à la fin de sa vie. Elle dirigeait la Fondation nationale Francisco Franco, fondée en 1976, avec pour objectif de veiller sur la mémoire de son père. Elle a sept enfants :
  - Carmen Martínez-Bordiú y Franco (née en 1951), aînée des enfants de Carmen. Elle épouse en premières noces Alphonse de Bourbon, duc de Cadix, cousin du roi d'Espagne Juan Carlos, et prétendant au trône de France.
    - François de Bourbon (1972-1984), mort accidentellement à l'âge de 12 ans.
    - Louis de Bourbon (né en 1974), actuel prétendant légitimiste à la couronne de France. Il est à la fois l'arrière-petit-fils de Franco et l'arrière-petit-fils du roi d'Espagne Alphonse XIII. Il est également le filleul de Carmen Franco.

## Galerie

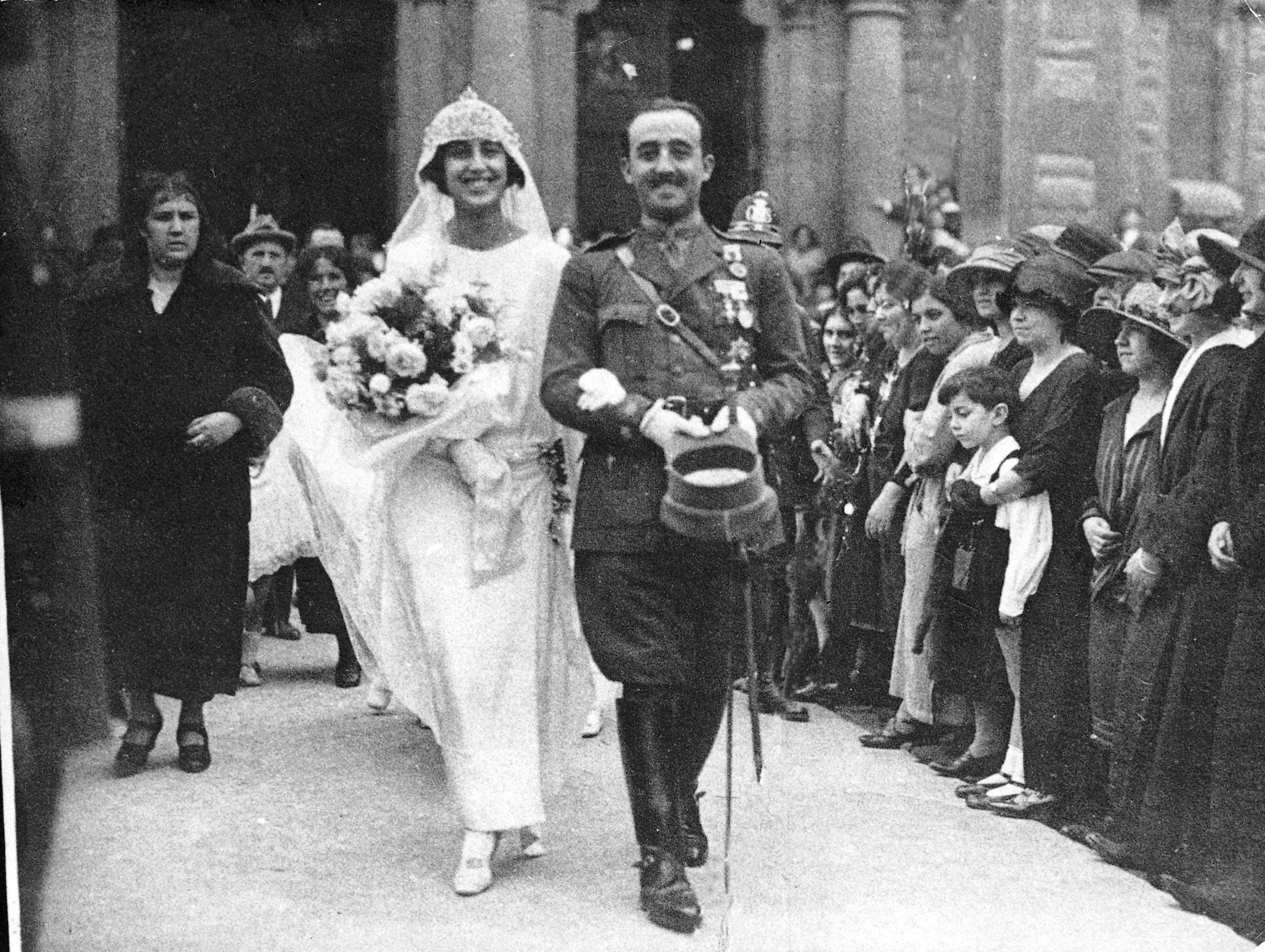
Mariage en 1923.
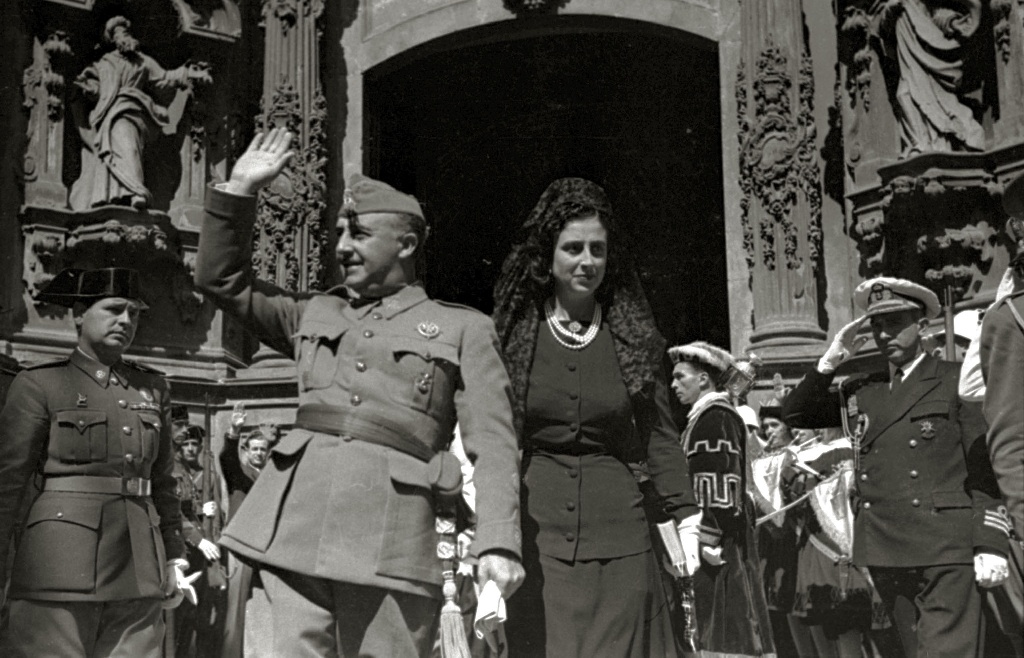
Le couple Franco en 1941.
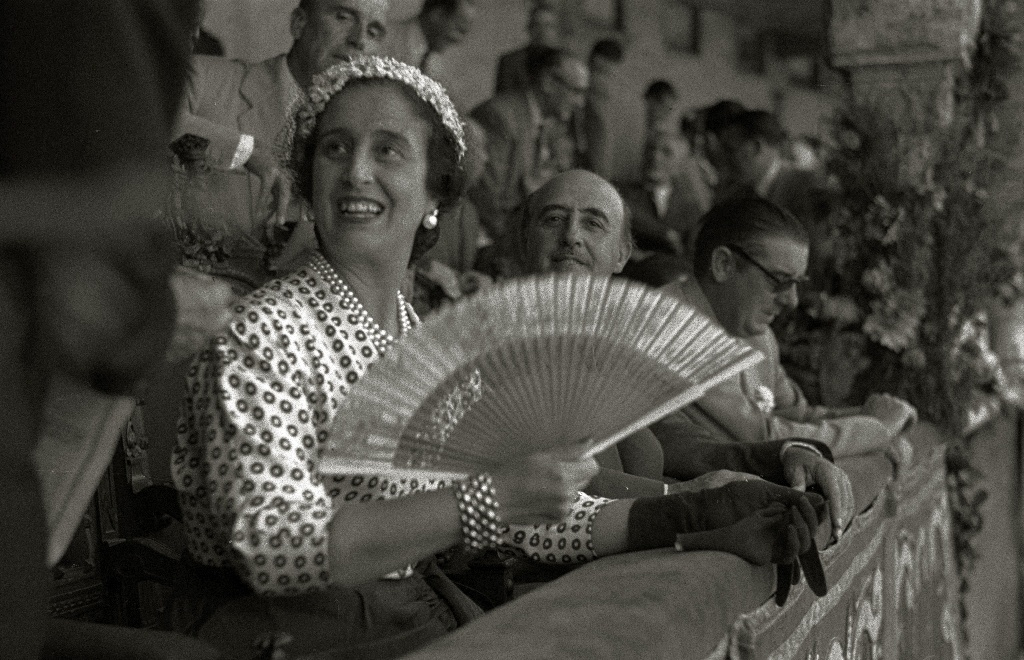
Au théâtre en 1950.
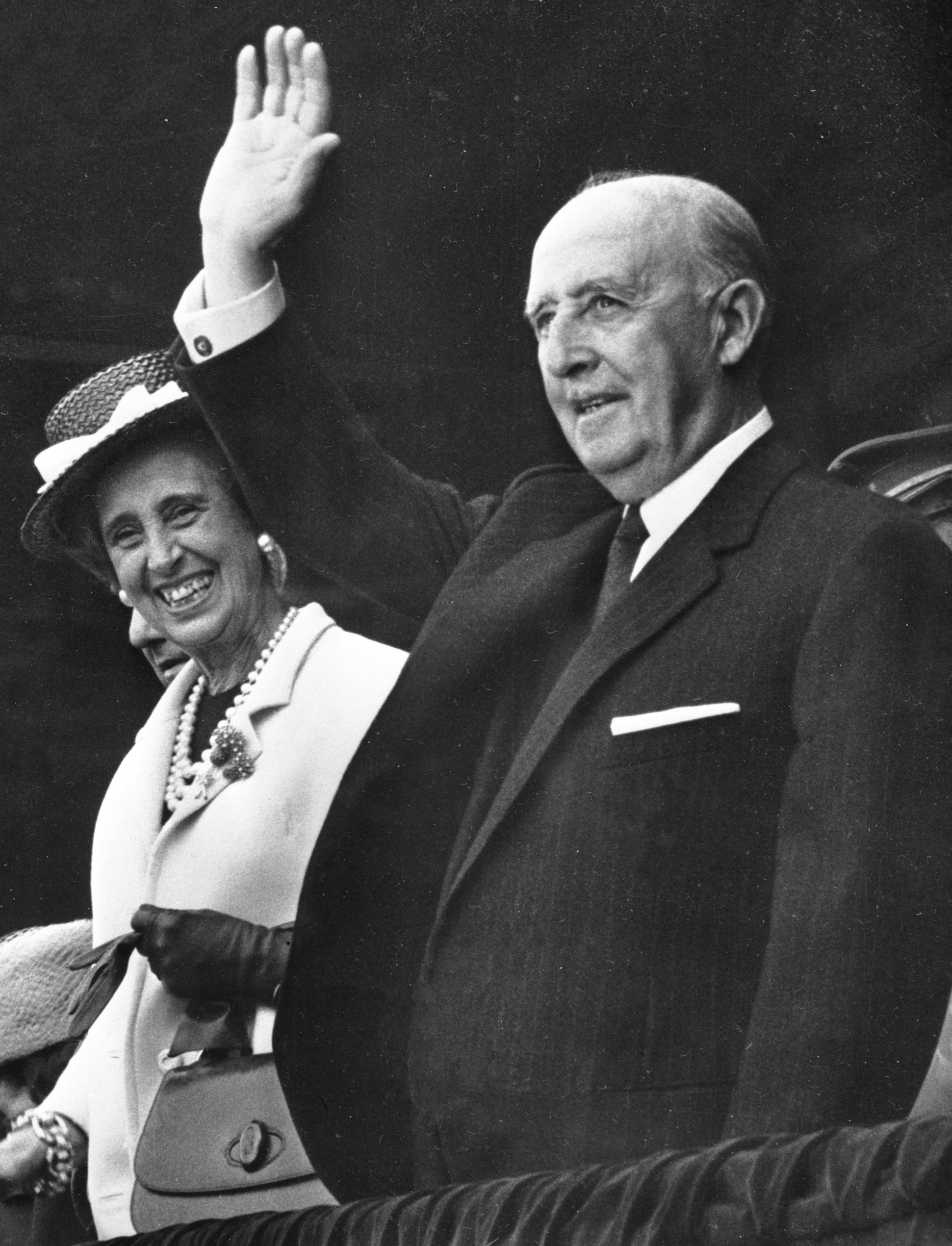
Le couple Franco en 1968.

## Dans la fiction
Dans le film Lettre à Franco (2019), son rôle est interprété par Mireia Rey.

## Sources
- (en) Cet article est partiellement ou en totalité issu de l’article de Wikipédia en anglais intitulé « Carmen Polo, 1st Lady of Meirás » (voir la liste des auteurs).

1. ↑  « Carmen Polo, la gran instigadora de la España negra », sur Vanitatis, 23 janvier 2013.
2. ↑  « Que deviennent les femmes de dictateurs après la chute de leur mari ? », blick.ch, 2 janvier 2025.